# カルフ

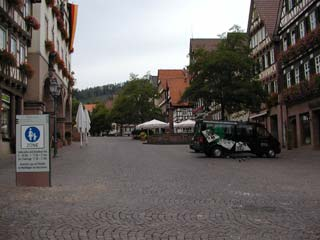
街の中心部

カルフ（標準ドイツ語：Calw [kalf], アレマン語：Calp [kʰalp]（カルプ））は、ドイツ連邦共和国のバーデン＝ヴュルテンベルク州に属する都市。シュヴァルツヴァルト北部にあり、ナーゴルト川（ネッカー川支流）沿いに位置する都市で、人口は約2万4千人（2004年末）。

## 概要
住民構成は北には高地ドイツ語のうち上部ドイツ語に属する上部フランケン語の一方言の南フランケン語を言語とするフランケン人、南にはアレマン語の一方言の低地アレマン語を言語とするアレマン人が多い。
著名なヘルマン・ヘッセの出生地として知られ、毎年7月9日、10日にヘッセ文学祭りが開催され、ドイツ各地および各国から観光客も集まる。他には保養地としても有名である。1400年頃建造、ゴシック様式の聖ニコラウス礼拝堂は、ニコラウス橋の橋桁の上に立っている。
近隣の都市としては、約35キロ東にシュトゥットガルト、30キロ南東にテュービンゲン、40キロ北西にカールスルーエが位置している。3km 北には、ヒルザウ修道院（Kloster Hirsau）の廃墟がある。このベネディクト会修道院は、11・12世紀、クリニューから始まった修道院改革の、シュヴァーベンにおける中心修道院となり、その傘下には約150の修道院が入った。創立は1059年で1692年まで存続した。
かつては、シュヴァルツヴァルトから伐採された材木が、ナーゴルト川、ライン川を経て各地へ輸出されていた。
地名Calwは、現代のドイツ語≫kahl≪の古い形、古高ドイツ語≫chalo, chalw-≪（「草木の生えていない」）から来ていて、城塞の建設された場所を指した、と考えられている。
カルフ伯は、1037年以後文献史料に登場する、フランケンとシュヴァーベンの境界に領地を有していた有力貴族であるが、11世紀半ばに本拠地をカルフに移している。教皇、王侯等、聖俗の高位の貴顕と姻戚関係にあったが、直系は12世紀末に途絶えた。
グリム兄弟 『ドイツ伝説集』第2巻、第530番「カルフ伯フーベルト」（≫Graf Hubert von Calw≪）には次のような話がある。昔々カルフのまちで一人の伯爵が豊かで楽しい暮らしをしていたが、あるとき良心に駆られて妻に、身の破滅にならないために、貧しさとはどんなものかどうしても知りたいと言って別れを告げた。彼は巡礼の着る粗末な服を身につけると、スイスの方に向かっていった。ある村で牛飼いになり、任された牛の群れの世話を熱心にやいた。牛たちは良く育ったが、彼が同じ山にばかりいるので仕事を外された。彼はカルフに戻り、他の男との結婚式を祝っている妻の住まいの戸口で物乞いをした。パンが差し出されたが、彼は伯爵夫人の杯になみなみとワインを入れていっしょに恵んでくれと突き返した。杯が差し出されると、彼は自分の金の結婚指輪を入れ、前に過ごした村に戻った。彼は歓迎され、死ぬまで牛飼いを続けた。死期の近いのを悟ったとき、彼は村人に自分の素性を明かし、自分が死んだら亡骸は牡牛に運ばせ、牛が立ち止まった場所に葬り、そこに礼拝堂を建ててくれと言った。遺言は実行され、お堂は彼の名フーベルトまたはオーベルトにちなんで聖フープレヒトと呼ばれた。多くの人々がそこに巡礼をし、彼のためにミサを挙げさせた。その前を通るカルフの市民は誰でもお堂の扉を叩く権利があると。

## 出身者
- ヨーゼフ・ゲルトナー - 植物学者
- ヘルマン・ヘッセ - 小説家
- ハインツ＝ヴォルフガング・シュナウファー - エース・パイロット

## 姉妹都市
- Weida、ドイツ
- Latsch-Laces、トレンティーノ＝アルト・アディジェ州、イタリア